# Datalore
Datalore je dvanaesta epizoda prve sezone američke znanstveno-fantastične serije Zvjezdane staze: Nova generacija.

## Radnja
Posada Enterprisea odluči istražiti misteriozni nestanak federacijske kolonije u sustavu Omicron Theta, koji se zbio prije 26 godina. Naime, riječ je o koloniji u kojoj je neposredno poslije katastrofe pronađen Data.

Teleportiravši se na površinu planeta, ekipa otkrije laboratorij ispunjen dijelovima androida. Izađe na vidjelo kako se radi o dijelovima androida identičnog Dati.
Nešto kasnije, doktorica Crusher i zapovjednik stroja Argyle uspiju sastaviti i aktivirati androida, koji kako saznajemo, se zove Lore. Lore otkrije Dati kako ga je dr. Noonien Soong stvorio prije Date, međutim naseljenici su postali ljubomorni na Loreovu «savršenost» pa je Soong bio prisiljen deaktivirati ga. Stoga je Soong odlučio stvoriti nesavršenog androida - Datu.
Međutim, ubrzo se otkrije kako je Lore odgovoran za smrt naseljenika. Uvidjevši kako ga namjeravaju rastaviti, Lore se odlučio osvetiti. Stoga je dozvao opasno kristalično biće koje je apsorbiralo sav život na planetu, a time i živote naseljenika.

Shvativši kako ga je Data razotkrio, Lore ga na prijevaru isključi i preuzme njegov identitet te odluči navesti kristalično biće da napadne Enterprise. Nešto kasnije, prepozna ga Wesley Crusher, koji odmah obavijesti majku o svom otkriću. Doktorica Crusher i ostatke ekipe ubrzo pronađu Datu i ponovno ga aktiviraju te on krene u potjeru za Loreom i pronađe ga u jednom od skladišta. Tijekom žestokog okršaja dvojice androida, Data uspije uključiti teleporter i ubrzo teleportira Lorea u svemir. 

## Vanjske poveznice
- Datalore na startrek.com   Arhivirana inačica izvorne stranice od 9. srpnja 2009. (Wayback Machine)